# Erhard Friedrich Leuchs
Erhard Friedrich Leuchs (* 20. August 1800 in Nürnberg; † 16. Oktober 1837 ebenda) war ein deutscher Redakteur und Agrarschriftsteller.
Leuchs besuchte eine Real- und Handelsschule in seiner Geburtsstadt, unternahm mehrere Geschäftsreisen in europäische Länder und übernahm 1820 die Redaktion der Handelszeitung in Nürnberg. Seine eigentliche Liebe galt jedoch fortan den Natur- und Agrarwissenschaften. Durch Selbststudium eignete er sich ein umfangreiches Wissen an. Er schrieb mehrere Fachbücher. Als sein bedeutendstes Werk gilt eine 1825 erstmals erschienene Vollständige Düngerlehre .... In diesem Buch, das in Kreisen des wissenschaftlichen Landbaus große Beachtung fand, hat er das Wissen über die Wirkung aller damals bekannten Düngemittel übersichtlich dargestellt. Aufgrund zahlreicher Widersprüche hielt er es für verfrüht, eine allgemeingültige Theorie der Düngung aufzustellen. Leuchs war Mitglied im Großherzoglichen Badischen Landwirtschaftlichen Verein.
Leuchs entdeckte 1831 die stärkeabbauende Wirkung des Speichels.

## Hauptwerk
- Vollständige Düngerlehre, oder wissenschaftliche und praktische Anleitung zur Anwendung und zur Bereitung aller bekannten Düngemittel, aus dem Mineral-, Pflanzen- und Thierreiche, nebst Bemerkungen über die Bedingungen zum Pflanzenwachsthum, einer Anleitung zur Zerlegung des Bodens, und einem Anhange über die Art, Versuche anzustellen. Leuchs u. Comp. Nürnberg 1825; Zweite, sehr vermehrte Aufl. ebd. 1832.